# L'Express
L'Express è un settimanale francese di attualità e politica.
Si tratta del primo nel suo genere in Francia e fu fondato nel 1953 durante la guerra d'Indocina sul modello del periodico statunitense Time.

## Storia
Il settimanale fu cofondato da Jean-Jacques Servan-Schreiber, che successivamente divenne presidente del Partito Radicale, e da Françoise Giroud, che nove anni prima aveva fondato Elle e vent'anni dopo, nel 1974, fu il primo ministro francese degli Affari femminili e nel 1976 diventò ministro della Cultura. Tra i suoi editorialisti più celebri poteva annoverare gli scrittori François Mauriac e Albert Camus.
La rivista sosteneva la politica di Pierre Mendès France in Indocina, e più in generale aveva un orientamento di sinistra. La rivista si oppose alla guerra d'Algeria, e in particolare all'uso della tortura. Molto critico nei confronti di Charles De Gaulle, il settimanale si avvicinò dal 1971 a posizioni liberali.